# Heinade
Heinade er en kommune i den østlige del af Landkreis Holzminden i den tyske delstat Niedersachsen, med 905 indbyggere (2012), og er en del af amtet Eschershausen-Stadtoldendorf.

## Geografi
Heinade ligger mellem byerne Dassel mod sydøst, Holzminden mod vest og Stadtoldendorf mod nord, ved østenden af Naturpark Solling-Vogler. Kommunen ligger nord for Solling, sydsydvest for højdedraget Holzbergs og vest for Amtsberge. Kommunen ligger i kildeområdet for Spüligbachs, et nordvestligt tilløb til floden Ilme.

### Inddeling
I kommunen ligger de tre landsbyer:
- Heinade
- Hellental
- Merxhausen